# 日本物産
日本物産株式会社（にほんぶっさん）は、かつて大阪市北区天神橋に本社を置いていたゲームソフト制作会社である。過去にはヨット模型の発売も行っていた。
通称または略称、一般ゲームブランドは「Nichibutsu」（ニチブツ）。アダルトゲームブランドは「SPHINX」（スフィンクス）。主に対戦用麻雀などの企画開発をおこない、ミミズクのマークで知られる。
企業キャッチコピーは「Frontier Spirit of Amusement」または「Frontier Spirit in the Amusement」。現在、同社のゲームタイトルはハムスターが権利を受け継いでいる。
なお、現在では同名で異業種の他社が多数存在するが、どれも日本物産とは無関係である。

## 歴史
1970年、鳥井末治（1947年 - ）が23歳で創業、1972年に法人化。ジュークボックスのレンタル業を経て1975年にアーケードゲーム市場に参入した。

### アーケードゲーム
1978年、『ブロックくずし』のコピーゲームである『テーブルアタッカー』でデビュー。同年、『スペースインベーダー』のコピーゲームである『ムーンベース』などを発売するも1979年1月にタイトーにより民事訴訟を起こされ、2年以上に及ぶ法廷闘争の結果、1981年2月4日に日本物産が許諾料を支払うことで和解する。日本物産はムーンベースをメインにした直営のゲームセンターまで開店させていた。
1979年にも、業務提携していたナムコの作品である『ギャラクシアン』を製造許諾契約に違反し超過製造したうえで『ムーンエイリアン』という名称で発売し、1980年2月にナムコにより東京地裁と大阪地裁において民事訴訟を起こされ、1年以上に及ぶ法廷闘争の結果、1981年5月20日に日本物産が超過分の許諾料を支払うことで和解した。
1980年にはオリジナル作品の『ムーンクレスタ』や『クレイジー・クライマー』などのヒット作品を続けてリリースしている。同年、日本物産が発行した企業案内パンフレットには、『テーブルアタッカー』、『テーブルボンパ』、『ムーンベース』、『ムーンエイリアン』などのコピーゲームが日本物産のオリジナル作品として基板製造工場と共に掲載されていた。一方で、他社のコピーゲームに対しては比較的厳しい姿勢で臨んでおり、日本物産が発行した『ムーンクレスタ』のダイレクトメールには「類似・改変造をした商品を扱われますと、法的手続きにより、ご迷惑をおかけすることになります。」という旨の警告文が掲載されていたほか、アミューズメント通信社発行のアーケードゲーム業界紙「ゲームマシン」にも、他社に対して日本物産の諸権利を侵害しないよう注意するようにとの旨の謹告が掲載されていた。
1981年9月に発売した『フリスキー・トム』には、業界初のカスタムCPUを導入しコピーゲーム対策を講じた。
1983年には業界初の脱衣要素がある麻雀ゲームの『ジャンゴウナイト』を開発し、脱衣麻雀というジャンルを確立させた。
1984年にも業界初のゲーム基板に回転機能を搭載した作品『チューブパニック』を開発し、ナムコとセガから技術面で注目された。
1980年代中盤からは、脱衣麻雀やエレメカ（メダルゲーム）に力を入れる一方で、『テラクレスタ』や『コスモポリス ギャリバン』など、FM音源チップを採用した作品を数多くリリース。金属質で耳に突き刺さるようなパワフルなサウンドは「ニチブツサウンド」と呼ばれ、ゲーマーの間で語り継がれている。
1988年にはビックリマンブームに着目し『ビックリフィーバー』や『ビックリショット』などのプライズゲームを開発した。
1989年にリリースした『AV麻雀 ビデオの妖精』に関して日本アミューズメントマシン工業協会と全日本アミューズメント施設営業者協会連合会が業界にとって好ましくないと問題にし、日本物産が規定違反のアダルトゲームを製造しないと確約したものの、その後も同じようなアダルトゲームをリリースしたために両団体と対立するようになり、1991年にリリースした『麻雀バクハツ純情伝』の倫理審査を巡って日本物産が日本アミューズメントマシン工業協会の審査は不公平で健全娯楽委員会の審査が進まないと不満を表明し、同年12月2日には日本アミューズメントマシン工業協会を退会した。それ以降、脱衣麻雀に比重を移すようになり、1989年リリースの『戦え!ビッグファイター』を最後に、脱衣麻雀を含むアダルト作品以外のアーケードゲームをリリースしていない。
1990年代後半にはアダルトゲームブランドの「SPHINX（スフィンクス）」を設立し、ビデオメーカーであるAVジャパン株式会社とアストロシステムジャパン株式会社の協力のもと、DVDを採用した実写の脱衣麻雀『DVD麻雀』がラインナップの中心となっていたが、2005年の『恋するコスプレ秋葉原』を最後に、脱衣麻雀を含むアダルト作品もリリースしなくなった。

### 家庭用ゲーム

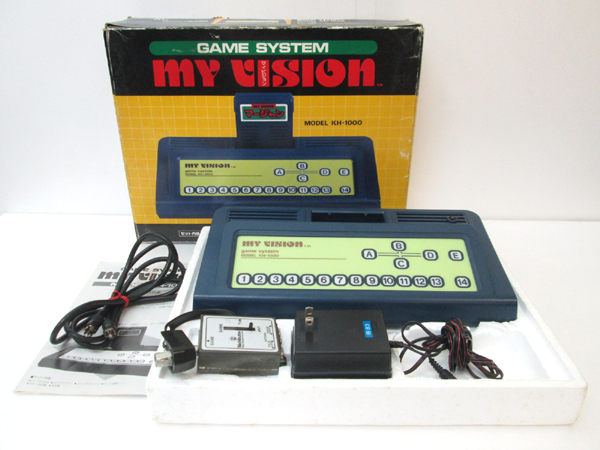
マイビジョン（1983年）

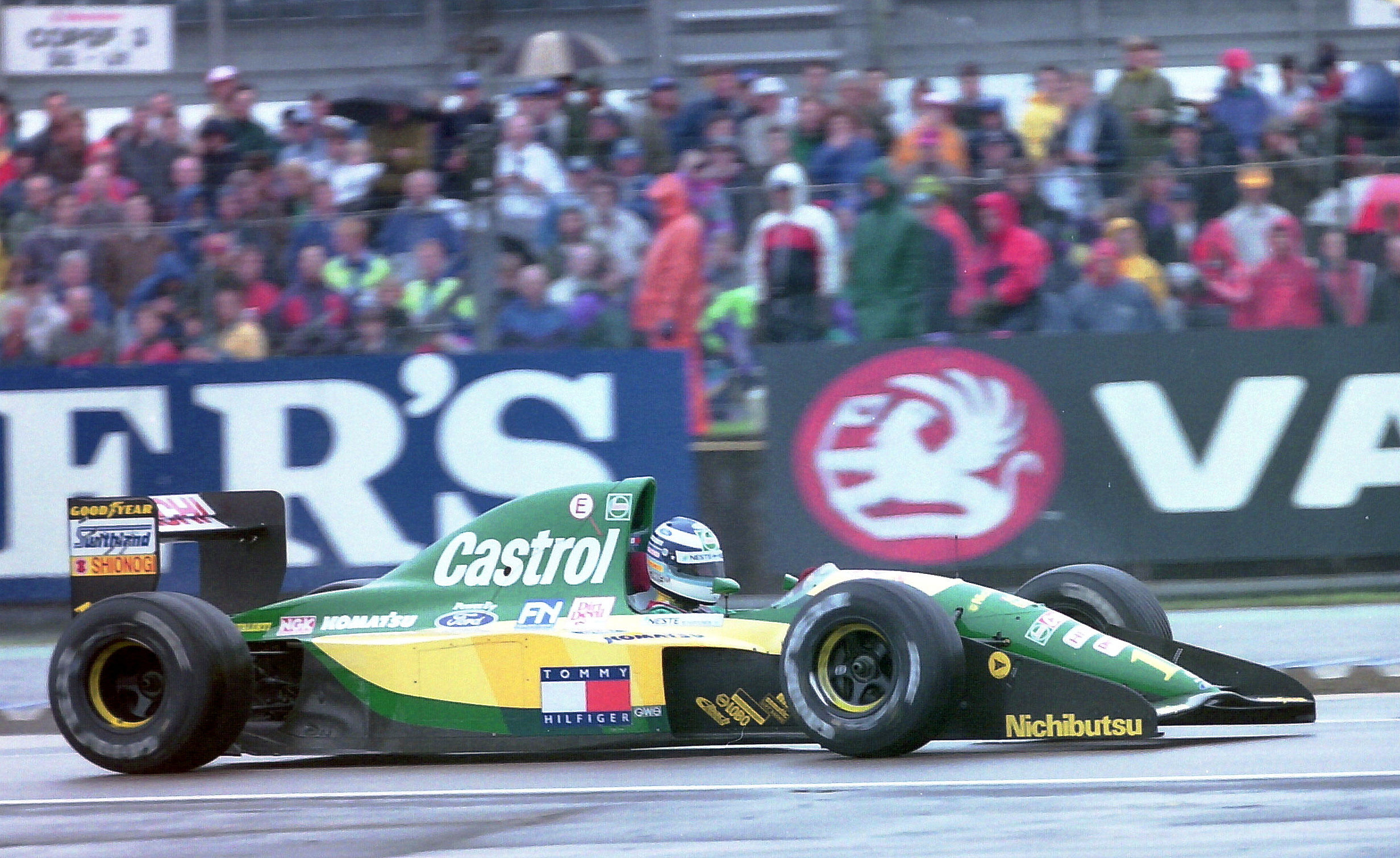
ロータス・107。フロントウイング翼端板に同社のロゴが貼られている。（1992年）

家庭用ゲーム市場には1983年に自社で開発した家庭用ゲーム機「マイビジョン」で参入。1986年、ファミリーコンピュータ用の『マグマックス』でファミコン市場に参入。以降、アーケードからの移植作品がラインナップの中心だったが、1990年にPCエンジンでリリースしたオリジナル作品『F1サーカス』が、ときのF1ブームにも押されて大ヒット。以降、人気シリーズとして数多くのハードでリリースされた。
『F1サーカス』シリーズがヒットした縁で、1992年から1993年にかけてF1コンストラクターのチーム・ロータスをスポンサードしている。その年のマシンの「ロータス・107」および「ロータス・107B」のフロントウイング翼端板に、同社のロゴステッカーが貼られている。スポンサードを行った1992年にリリースされたPCエンジン版の同シリーズでは、ロータスが異様に強かったという話もある。(実際ロータスはチームとして92年は5位、93年は6位で表彰台こそないものの中堅では上位。)
家庭用でもアーケード同様、麻雀を題材としたタイトルも数多くリリースしている。PCエンジンには、脱衣要素を取り入れた作品を投入。1995年に発売した実名のAV女優が登場する『セクシーアイドル麻雀・野球拳の詩』は、公式ライセンスのゲームソフトとしては家庭用ゲーム機初の18歳以上推奨ソフトとなった。本作品には、 藤村真澄、岡崎美女、麻丘みるく、絵崎あずみ、美里真理、高野ひとみ、本木まり子、佐々木優、藤田リナ、安藤有里、桜井美咲、高原愛美、藤谷しおり、憂木瞳、有森麗、新堂有望の全16名のAV女優が参加した。
プレイステーションやセガサターンの時代以降も家庭用ゲームの作品をリリースしてきたが、2001年の『バーチャル競艇21』を最後に、リリースを停止している。公式サイト内では家庭用ゲームソフトの通販コーナーがあり、プレイステーション用以外の在庫があるソフトは直接買うことができるとされているが、公式サイトの更新は2003年より停止していた。

### ゲーム業界から撤退
本業のアーケードゲーム部門がアダルトゲームに傾倒していったことで90年代まで多くの一般ゲームの開発者が日本物産を退職したほか、日本アミューズメントマシン工業協会や全日本アミューズメント施設営業者協会連合会などの業界団体が遊戯施設の健全化のためにアダルトゲームの規制を厳しくしたり、通信機能を搭載したアーケード麻雀ゲームの登場により、日本物産が衰退する要因となった。
2007年、ゲーム開発事業から撤退。本社の日物ビルは売却後に近くの賃貸ビルに本社を移し営業を続け、2009年3月にはD4エンタープライズのレトロゲーム復刻・配信サービスであるプロジェクトEGGに参入したが、同年、事業停止した。2012年10月30日には、りそなホールディングスの公式サイトにて、日本物産と代表者の鳥井末治に対して、所在不明株主の株式売却に関する異議申述の公告がされた。
2014年、ハムスターの社長、濱田倫が鳥井末治に対して日本物産のゲームのライセンスを嘆願したところ、「もうライセンスは出来ないがそろそろ引退を考えている」と相談され、2014年3月14日にハムスターが日本物産が持つゲームの権利譲渡契約を締結したことを発表した。nichibutsu.co.jpのドメイン名はゲームメーカーとして目立った活動がなくなった後も毎年更新されていたが、2014年3月31日をもってドメイン名が削除された。
2015年、最後の登記から12年が経過したため、会社法第472条の規定による休眠会社の整理対象となり、同年12月15日付でみなし解散の措置が執られた。

## 沿革
- 1970年（昭和45年）10月 - 大阪市北区南森町1丁目1番25号八千代ビル南館5階に「日本物産」を創業。アミューズメントマシンの販売業務を主体に活動を始める。
- 1972年（昭和47年）8月 - 「日本物産株式会社」を資本金300万円をもって設立。
- 1975年（昭和50年）4月 - オリジナル製品の製造販売を開始。
- 1975年（昭和50年）8月 - 資本金600万円に増資。
- 1976年（昭和51年）10月 - アミューズメントマシンショーにメーカーとしてデビュー
- 1978年（昭和53年）2月 - 東京都港区東新橋に東京営業所を開設。
- 1978年（昭和53年）7月 - 大阪市北区天満に配送センターを開設。大阪市北区天神橋にて313m2の土地を取得。
- 1978年（昭和53年）8月 - 東京都港区新橋に「株式会社日物レジャーシステム」を資本金500万円をもって設立。
- 1978年（昭和53年）10月 - 大阪市北区天神橋に本社社屋（日物ビル）930m2の建設を着工。資本金1,000万円に増資。
- 1979年（昭和54年）2月 - 本社社屋（日物ビル）完成。資本金2,400万円に増資。
- 1979年（昭和54年）10月 - アメリカ合衆国カリフォルニア州トーランスに「Nichibutsu U.S.A. Co., Ltd.」を設立。
- 1980年（昭和55年）5月 - イギリスイングランドウェスト・ミッドランズに「Nichibutsu U.K. Ltd.」を設立。
- 1980年（昭和55年）6月 - 福岡県福岡市博多区博多駅南に「株式会社ニチブツ九州」を設立。
- 1981年（昭和56年） - 西ドイツヘッセン州オッフェンバッハ郡レーダーマルクに「Nichibutsu Europe GmbH」を設立。京都府久世郡久御山町佐山新開地に「日本物産株式会社 京都工場」を開設。
- 1982年（昭和57年） - 株式会社日物レジャーシステムを東京営業所に吸収。
- 1983年（昭和58年） - 東京都中央区日本橋堀留町に東京営業所を移転。北海道札幌市豊平区中の島に「株式会社ニチブツ札幌」を設立。宮城県仙台市上杉に「株式会社ニチブツ仙台」を設立。広島県広島市南区東霞町に「株式会社ニチブツ広島」を設立。家庭用ゲーム機「マイビジョン」を開発、家庭用ゲーム機へのソフト供給に着手。
- 1984年（昭和59年） - 資本金3,600万円に増資。
- 1985年（昭和60年） - 資本金5,000万円に増資。
- 1986年（昭和61年） - ファミリーコンピュータ用ソフトの製作、販売開始。
- 1988年（昭和63年） - パーソナルコンピュータ用ソフトの製作、販売開始。
- 1990年（平成2年） - PCエンジン用ソフトの製作、販売開始。
- 1991年（平成3年） - 日本アミューズメントマシン工業協会を退会。東京都港区六本木に東京営業所を移転。メガドライブ用ソフトの製作、販売開始。
- 1992年（平成4年） - スーパーファミコン用ソフトの製作、販売開始。
- 1995年（平成7年） - プレイステーション用ソフトの製作、販売開始。
- 1996年（平成8年） - セガサターン用ソフトの製作、販売開始。
- 2001年（平成13年） - 家庭用ゲームソフトの『バーチャル競艇21』を最終リリース。
- 2005年（平成17年） - アーケードゲームの『恋するコスプレ秋葉原』を最終リリース。
- 2007年（平成19年） - ゲーム開発事業から撤退[31]。知的財産権管理事業に業務転換。
- 2009年（平成21年） - D4エンタープライズのレトロゲーム復刻・配信サービスであるプロジェクトEGGに参入。事業停止[8]。
- 2014年（平成26年） - 株式会社ハムスターに日本物産の版権を譲渡。
- 2015年（平成27年） - みなし解散。

## 主なアーケード作品

### エレメカ・メダルゲーム
- 1970年代
  - ザ・スーパージェット
  - ザ・スーパージェットDX
  - フォーミュラ1
  - LP-400
  - ジェットローラーコースター
  - デットヒート
  - デットヒートDX
  - ブルーインパレス
  - ブルーエンジェル
  - ビッグマシン
- 1975年
  - ワイルドフォックス
- 1976年
  - ゴールデンゲート
  - フォックス・パート2
  - ホワイト・ペガサス
  - ピカデリーサーキット - 『ピカデリーサーカス』のコピー。
- 1985年
  - 花ロイヤル
  - 花ピューター
  - フルーツ&バニー
  - カントリーガール
  - リバティ・ベル
  - リバティ・セブン
  - スリーディーラーズ
  - ロイヤルライン
  - ロイヤルカード
  - エクストラカード
- 1988年
  - ビックリフィーバー
  - ビックリショット
  - ビックリプロレス

### その他
- 1981年
  - ギャンブラー
  - 五目並べ 連珠
- 1982年
  - 対局花ピューター
- 1983年
  - ハスラー
- 1987年
  - 対戦早押しクイズ ハイホー
  - 対戦早押しクイズ ハイホー2
- 1988年
  - オー・パイピー!
  - 桃源郷
- 1989年
  - 祇園花
  - 電脳神経衰弱 ペアーズ
- 1990年
  - 舞妓花
- 1991年
  - クイズDEデート
  - ミラクルQ
  - 答えたもん勝ち
  - QUIZもう答えずにはいられない
- 1992年
  - 男と女の心理テスト
- 1993年
  - ジェムの占い街
- 1995年
  - 夢浪漫
  - テクノドール

### 麻雀・アダルトゲーム
- 1981年
  - 対局マージャン
  - ジャンサーX
  - プロピューター
- 1982年
  - ロイヤルマージャン
- 1983年
  - ギャレオン
  - ジャンセン
  - 三人マージャン
  - 対局麻雀戦
  - 雀豪
  - ジャンゴウナイト
  - ナイトギャル
- 1984年
  - ウルトラ麻雀
  - 麻雀キング
  - ナイトバニー
  - ジャンゴ・レディー
- 1985年
  - シティギャル
  - スイートギャル
  - ロイヤルクイーン
  - ナイトギャルサマー
- 1986年
  - パステルギャル
  - クリスタルギャル
  - クリスタルギャルII
  - シティラブ
  - セクシーギャル
  - アパレルナイト
  - ナイトラブ
- 1987年
  - セカンドラブ
  - スウィングギャル
  - 家元
  - 流派
  - 制覇
  - 対家麻濡感（ハウスマヌカン） 誘惑日記編 - ライターの稲波によると、プレイヤーの手牌を表示する「特殊液晶コンパネ」という部品はアルファ電子が開発したとされている[35]。
  - 対家麻濡感（ハウスマヌカン） 六本木ライヴ編 - 前作『誘惑日記』同様、日本物産とアルファ電子が開発した[36]。
  - 美女っ子夢物語
- 1988年
  - お嬢さん
  - バーライン
  - おとなの麻雀
  - 金津園のおんな
  - 美女っ子学園
  - テレフォン麻雀
  - 麻雀殺人事件
  - 麻雀刺客
  - 麻雀刺客外伝 花のももこ組!
  - 麻雀好きの懲りない面々
  - VIP倶楽部マル秘一発解放
  - オレンジ倶楽部
  - オレンジ倶楽部・課外授業
  - 麻雀かぐや姫 - 発売は三木商事[37]
  - 麻雀カメラ小僧 - 発売は三木商事[37]
  - 台湾麻雀 - 発売は三木商事[37]
- 1989年
  - あぶない放課後もう待てない…
  - MAHJONG 宇宙より愛を込めて
  - ギャルの開花
  - ギャルの告白
  - スキャンダル麻雀
  - TOKYOギャル図鑑
  - ときめき美少女
  - ひょうばん娘
  - マージャンGメン'89 殺されたOL
  - マージャントリプルウォーズ
  - マージャンナンパスト〜リ〜
  - マージャンバナナドリーム
  - 麻雀フォーカス
  - 麻雀ピープショー
  - 麻雀 西遊記
  - ミス麻雀コンテスト IN 役満大学
  - AV麻雀 ビデオの妖精
- 1990年
  - ボディライン
  - ねらえ!トップスター 芸能界サバイバル麻雀
  - 麻雀CLUB90's
  - ぱにっくスタジアム
  - マージャン沈黙の編隊
  - マージャントリプルウォーズ2
  - マージャンレディーハンター 怪盗黒猫連盟編
  - クイズ麻雀!早くヤッてよ
  - AV麻雀 やんちゃな子猫
  - AV麻雀 ギャルの一番搾り
  - AV麻雀 ツーショット
  - AV麻雀 素肌の夢恋人
  - AV麻雀 美少女の素顔
  - AV花札 花のあげまん
  - AV花札 花まる子ちゃん
  - LD花札 花のクリスマスイブ
- 1991年
  - ベイブリッジの聖女
  - ルージュの香り
  - 花とおじさん
  - 麻雀ごっつええ感じ!
  - マージャン実験ラブストーリー
  - 麻雀バクハツ純情伝
  - 麻雀ツーショット
  - ま〜じゃんバニラシンドローム
  - 熱血グランプリギャル
  - AV花札 花のエンジェルフェイス
  - AV花札 花の殻やぶり
  - LD麻雀 第1弾 マリンブルーの瞳
  - LD麻雀 第2弾 マリンブルーの瞳2
  - LD麻雀 第3弾 泊まりにおいでよ
  - LD麻雀 第4弾 シャボン玉
- 1992年
  - 麻雀占い伝説
  - 麻雀恋占い
  - マージャン恋のマジックポ〜ション
  - 麻雀サーキットの女豹
  - 麻雀ジャンジャンバリバリ
  - 麻雀パチンコ物語
  - ファイナルぱれーど
  - LD麻雀 第5弾 夜明けのカフェテラス
  - LD麻雀 第6弾 ティファニー
- 1993年
  - 実録マル恥麻雀 すごくHな告白編
  - 麻雀ギャル10連発 ナニワのお姉ぇはおもろいで
  - まーじゃん競馬王
  - セーラーウォーズ
  - 麻雀ラマン
  - 麻雀恋愛倶楽部
  - 麻雀わくわくキャッチャー
  - LD麻雀 第7弾 ジェラシー
  - LD麻雀 第8弾 ブルセラ
- 1994年
  - 美少女雀士プリティセーラー18禁
  - 美少女雀士プリティセーラー2 〜Hなささやき〜
  - 麻雀放送局本番中
  - ま〜じゃんエロティカゴルフ 総天然色ギャル
  - 麻雀スカウトマン 潜入!!AV撮影現場
  - ま〜じゃん吉本劇場
  - ま〜じゃん4Pしましょ
  - LD麻雀 第9弾 ポケベル1919
  - LD麻雀 第10弾 ボディコン総集編
  - LD麻雀 第11弾 エロスの館
- 1995年
  - ディスコ麻雀 お立ち台の掟
  - 初体験
  - 夢想花
  - ひと夏の体験
  - 極楽風俗バスツアー
  - ときめきAVごっこ
  - コスプレ天国
- 1996年
  - ピヨピヨ
  - コスプレ天国2
  - ナース好きっス
  - 放課後
  - おとなのインターネット
  - コスプレ天国3
  - 娘牌（にゃんぱい）
- 1997年
  - 放課後2
  - ストーカー
  - 乳楽園
  - ときめき女学園
  - キャッチ・愛
  - コスプレ天国4
- 1998年
  - ギャルズグラフィティ
  - ギャルプリ
  - くれなゐ 乙女隊
  - 純愛 真夏のファーストキス
  - コスプレ天国5
  - 純愛2
- 1999年
  - もぎたて
  - マニア
  - アイドル学園
  - ビキニッコ
  - コスプレ天国6
  - ザ・ナンパ
  - ポカポカ温泉でChu!
- 2000年
  - コスプレ天国7
  - 愛モードペット飼育
  - DVDセレクト
  - ふーどる
  - 濡れてみたいの
  - 通学路の誘惑
  - 脱いでみようか
  - とろけてしまいそう
- 2001年
  - 白衣でイッちゃう
  - 撮られちゃったの
  - こんなのはじめて
  - もうまてないの
  - 噂の出会いサイト
  - コスプレ天国8
  - ダイヤルロマンス
  - お台場の放課後
  - 歌舞伎町学園
  - ルーズソックスの誘惑
  - 新宿コスプレ館
  - メールでイかせて
- 2002年
  - 純愛 アイドル学園
  - オペしちゃいまーす
  - 渋谷桃色通り
  - 池袋制服通り
  - カリスマギャル
  - いたずらエステ
  - 最後の夏休み
  - 愛の口座お作りします
  - Gou-Kon
  - ああっご主人さまっ
  - メイドでございます
  - ツーショットラブ
- 2003年
  - 20歳の花びら
  - 新婚生活
  - コスプレ天国MAX
  - 春デビューさくら組
  - やっぱ好きやねん
  - いたずらデュオ
  - 癒されたいの
  - 体育祭でヤッちゃった
  - やっぱりナースが一番
- 2004年
  - 放課後が待てないの
  - 来てきて愛のお部屋
  - なーんちゃって女子校生
  - やさしく抱きしめて
  - Hな授業は好きですか
- 2005年
  - いたずらナース
  - 今日は学校〜ずる休み
  - 恋するコスプレ秋葉原

## 主な家庭用作品

### 家庭用ゲーム機
- 1983年
  - マイビジョン - 発売は関東電子

### ヨット模型
- 1996年
  - グレーシャス

### ファミリーコンピュータ
- 1986年
  - マグマックス
  - セクロス
  - テラクレスタ
  - クレイジー・クライマー
- 1987年
  - ブービーキッズ
  - アルテリオス[38]
- 1988年
  - コスモポリス ギャリバン
- 1989年
  - 競馬シミュレーション 本命
  - スーパースタープロレスリング - 発売はポニーキャニオン
- 1990年
  - 黒鉄ヒロシの予想大好き! 勝馬伝説
  - マージャンGメン ニチブツ麻雀III
  - 幻獣創世紀 (未発表)
- 1992年
  - F1サーカス
  - 麻雀大戦

### パーソナルコンピュータ
- 1988年
  - 制覇
- 1990年
  - 麻雀刺客
  - 花のももこ組
- 1992年
  - 麻雀王伝説
- 1993年
  - ま〜じゃんバニラシンドローム
  - トリプルウォーズ外伝
- 1996年
  - ニチブツマージャンコレクション
  - ハイパークレイジークライマー
  - セーラーウォーズ with 4人打ち - 発売はフォーサイト
- 2010年
  - ニチブツ・アーリーコレクション - 発売はD4エンタープライズ

### PCエンジン（HuCARD）
- 1990年
  - 麻雀刺客列伝 麻雀ウォーズ
  - F1サーカス
  - ダイ・ハード - 発売はパック・イン・ビデオ
- 1991年
  - F1サーカス'91
  - ファイティングラン
- 1992年
  - テラクレスタII マンドラーの逆襲
  - F1サーカス'92
  - Jリーグ・グレイテストイレブン

### PCエンジン（CD-ROM2）
- 1991年
  - ま〜じゃんバニラシンドローム

### PCエンジン（SUPER CD-ROM2）
- 1992年
  - F1サーカス・スペシャル
- 1993年
  - 伊賀忍伝・凱王
  - セクシーアイドル麻雀
- 1994年
  - 聖戦士伝承・雀卓の騎士
  - セクシーアイドルまーじゃん ファッション物語
- 1995年
  - セクシーアイドル麻雀・野球拳の詩
  - スロット勝負師ギャンブラー

### ゲームボーイ
- 1991年
  - ライサンダー
- 1993年
  - ブービーボーイズ
- 1994年
  - 本命ボーイ
  - ニチブツマージャン吉本劇場
- 1995年
  - フリスキートム

### メガドライブ
- 1991年
  - F1サーカスMD

### メガドライブ（メガCD）
- 1994年
  - F1サーカスCD

### スーパーファミコン
- 1992年
  - スーパーF1サーカス
  - スーパーF1サーカス・リミテッド
  - スーパーニチブツマージャン
- 1993年
  - コスモポリス ギャリバンII
  - スーパーF1サーカス2
  - スーパーニチブツマージャン2全国制覇
- 1994年
  - スーパー本命・GI制覇
  - アンドレ・アガシ・テニス
  - スーパーパチスロマージャン
  - スーパー4WDザ・バハ
  - スーパーF1サーカス3
  - スーパーニチブツマージャン3吉本劇場篇
  - スーパー五目将棋
  - 祇園花
  - パチスロ勝負師ギャンブラー
- 1995年
  - ぱずるんでス!
  - ニチブツアーケードクラシックス
  - スーパー競艇
  - スーパーF1サーカス外伝
  - 攻略カジノバー
  - 麻雀繁盛記
  - NAC2平安京エイリアン
- 1996年
  - スーパー競艇2
  - スーパーニチブツマージャン4基礎研究篇
  - ニチブツコレクション1
  - ニチブツコレクション2

### ワンダースワン
- 1999年
  - クレイジー・クライマー

### プレイステーション
廉価版のニチブツセレクトを除く。
- 1995年
  - ニチブツマージャン女子高名人戦
  - 祇園花
  - ニチブツアーケードクラシックス
- 1996年
  - ハイパークレイジークライマー
  - デッドヒートロード
  - エキスパート
  - キングオブスタリオン
- 1997年
  - クロス・ロマンス 恋と麻雀と花札と
  - HASHIRIYA 狼たちの伝説
  - フォーミュラ・サーカス
  - バーチャルボウリング テンピンアレイの奇跡
- 1998年
  - エックス・レーシング
  - バトルラウンドUSA
  - 元祖ファミリーマージャン
  - バーチャル競艇98
  - ファミリーボウリング
- 1999年
  - 祇園花2
  - バーチャル競艇99
  - 元祖ファミリーマージャン2
  - おとなの遊び
- 2000年
  - クレイジークライマー2000
  - バーチャル競艇2000
- 2001年
  - バーチャル競艇21

### セガサターン
- 1996年
  - バーチャル競艇 熱狂ペナントレース
- 1997年
  - テラクレスタ3D
  - クロス・ロマンス 恋と麻雀と花札と
  - バーチャル競艇2

## かつて在籍していた主なクリエイター

### ゲームプロデューサー
藤原茂樹
主にアーケード作品を担当。ニチブツに在籍時代は脱衣麻雀以外のゲームを多く手がけていた。1989年にハドソンへ移籍。後に『ボンバーマン（PCエンジン）』を手がけ、5人同時対戦という新分野を開拓した。以後、藤原は『ボンバーマンシリーズ』のシリーズプロデューサーとなる。
山下要介
『セクターゾーン』、『超時迷宮レジオン』、『マイティガイ』、『テレフォン麻雀』、『麻雀殺人事件』、『麻雀かぐや姫』、『AV麻雀』シリーズ、『バーチャル競艇』などを企画。
川本裕昭
主に家庭用ゲーム作品を担当。メイクソフトウェアに移籍。
CHAMI （ゲームクリエイター）
90年代後半の麻雀作品の企画を井野雅美名義で担当。

### サウンドコンポーザー
山田良一
初期のアーケード作品を担当。『マグマックス』など。
高木一郎
『チューブパニック』を作曲。
吉田健志
多くのニチブツのゲームのサウンドを手がけていた。FM音源による金属質で耳に突き刺さるようなパワフルな音色や、キャッチーでリズミカルな曲調が特徴。
吉田昇
『テラフォース』と『アルテリオス』を作曲。
船場洋志
主に麻雀作品の作曲を担当。リズミカルな曲調が特徴。『ファイティングラン』、『伊賀忍伝・凱王』、『聖戦士伝承・雀卓の騎士』、『エキスパート』など。
小川博司
主に麻雀作品の作曲を担当。『F1サーカス』シリーズ全般、『戦え!ビッグファイター』など。
三田ヨシノリ
主に麻雀作品の作曲を担当。

### ゲームプログラマー
山本廣
『セクロス』のプログラマー。独立後に『メイクソフトウェア』を設立。
村上広幸
『麻雀刺客列伝 麻雀ウォーズ』のプログラマー。そして大ヒットに繋がる『F1サーカス』の生みの親。遊びの中で小川と共に『F1サーカス』のゲームデザインを作り出した。PCEの『F1サーカス』シリーズのメインプログラマー。

### CGデザイナー
神崎建三
『業務用脱衣麻雀』、『ま〜じゃんバニラシンドローム』のCGを手がける。後にスクウェア（現スクウェア・エニックス）に転職。2015年、株式会社オズネック代表取締役。
田里英司
『FC麻雀大戦』のメインCGデザイナー。PS『ハイパークレイジークライマー』のメインCGデザイナー。
堀之内健司
『業務用脱衣麻雀』のCG、PCE『ファイティングラン』のメインCGデザイナー。現在、ゲーム業界のコーディネーターとして活躍中。
奥田浩貴
『F1サーカス』シリーズのメインCGデザイナー。PCEシリーズの『F1サーカス』発売後、次作『F1サーカス'91』の納期２週間前に営業、広報から前作と比べて『売り』が無いと言われチーム会議に。その中で短期間で『売り』となるものとして『トレーニングモード』を考案した人物。後のシリーズには必須モードとなる。その他SFCの『スーパーニチブツマージャン3 吉本麻雀劇場篇』のメインCGデザイナーであり、シナリオも担当。他の作品の企画、シナリオ作成に携わる事も多い。